# Fairfield (Californie)
Pour les articles homonymes, voir Fairfield.
Fairfield est une ville de Californie, siège du comté de Solano. Elle est située au nord-est de la baie de San Francisco, à environ 65 kilomètres de San Francisco et de Sacramento et à 50 km d'Oakland.

## Histoire
La localité a été fondée en 1859 par Robert W. Waterman, qui l'a nommée d'après sa ville natale, Fairfield, dans le Connecticut. La ville est ensuite incorporée en 1903.

## Démographie
| 1870 | 1880 | 1910 | 1920  | 1930  | 1940  |
| ---- | ---- | ---- | ----- | ----- | ----- |
| 329  | 424  | 834  | 1 008 | 1 131 | 1 312 |

| 1950  | 1960   | 1970   | 1980   | 1990   | 2000   |
| ----- | ------ | ------ | ------ | ------ | ------ |
| 3 118 | 14 968 | 44 146 | 58 099 | 77 211 | 96 178 |

| 2010    | - | - | - | - | - |
| ------- | - | - | - | - | - |
| 105 321 | - | - | - | - | - |

## Géographie
Selon le Bureau du recensement des États-Unis, Fairfield a une superficie totale de 97,47 km2, dont 94,84 km2 de terre et 2,63 km2 d'eau (5,65 %).

### Climat
| Mois                              | jan.  | fév.  | mars | avril | mai  | juin | jui. | août | sep. | oct. | nov. | déc.  | année |
| --------------------------------- | ----- | ----- | ---- | ----- | ---- | ---- | ---- | ---- | ---- | ---- | ---- | ----- | ----- |
| Température minimale moyenne (°C) | 3,1   | 5,1   | 6,3  | 7,7   | 10,2 | 12,2 | 13,3 | 13,3 | 12,5 | 9,9  | 5,9  | 3,3   | 8,6   |
| Température maximale moyenne (°C) | 13    | 16,4  | 18,8 | 21,7  | 25,6 | 29,1 | 31,7 | 31,6 | 30,3 | 25,7 | 18,6 | 13,3  | 23    |
| Précipitations (mm)               | 121,2 | 102,6 | 78,5 | 35,3  | 14   | 4,3  | 0,5  | 1,5  | 6,1  | 33   | 69,9 | 109,2 | 576,1 |

| Diagramme climatique                                  |              |             |             |            |             |             |             |             |           |             |              |
| J                                                     | F            | M           | A           | M          | J           | J           | A           | S           | O         | N           | D            |
| 133,1121,2                                            | 16,45,1102,6 | 18,86,378,5 | 21,77,735,3 | 25,610,214 | 29,112,24,3 | 31,713,30,5 | 31,613,31,5 | 30,312,56,1 | 25,79,933 | 18,65,969,9 | 13,33,3109,2 |
| Moyennes : • Temp. maxi et mini °C • Précipitation mm |              |             |             |            |             |             |             |             |           |             |              |

## Jumelages
Nirasaki (Japon)